# Nagroda Kellgrena

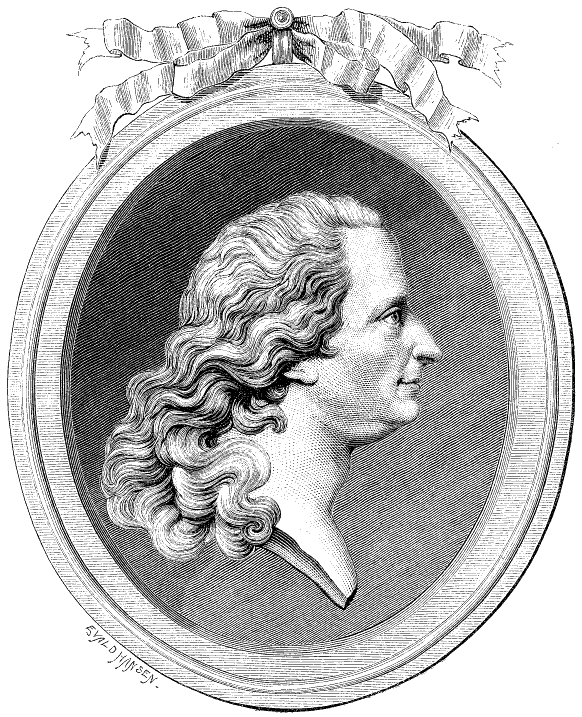
Johan Henric Kellgren, na którego cześć nazwano nagrodę

Nagroda Kellgrena – szwedzka nagroda literacka, przyznawana przez Akademię Szwedzką od 1979 roku. Została nazwana na cześć szwedzkiego poety i krytyka Johana Henrica Kellgrena. Kwota nagrody wynosi 200 000 szwedzkich koron i pochodzi z Fundacji funduszu Karin i Karla Ragnara Gierow (Stiftelsen Karin och Karl Ragnar Gierows fond). Nagroda przyznawana jest za dokonania w dziedzinach będących przedmiotem zainteresowania Akademii. 

## Laureaci
- 1979 – Karl Vennberg
- 1980 – Sven Barthel(inne języki)
- 1981 – Tomas Tranströmer
- 1982 – Gunnel Ahlin(inne języki), Lars Ahlin
- 1983 – Johannes Edfelt(inne języki)
- 1984 – Kerstin Ekman
- 1985 – Lars Norén
- 1986 – Lars Gyllensten(inne języki)
- 1987 – Ulf Linde
- 1988 – Knut Ahnlund
- 1989 – Sven Delblanc
- 1990 – P.C. Jersild
- 1991 – Birgitta Trotzig
- 1992 – Sune Örnberg(inne języki)
- 1993 – Torgny T:son Segerstedt(inne języki)
- 1994 – Johannes Edfelt(inne języki)
- 1995 – Inge Jonsson(inne języki)
- 1996 – Stig Claesson
- 1997 – Johan Asplund(inne języki)
- 1998 – Kjell Espmark
- 1999 – Torsten Ekbom(inne języki)
- 2000 – Sven Lindqvist
- 2001 – Göran Malmqvist
- 2002 – Sven-Eric Liedman
- 2003 – Thomas von Vegesack(inne języki)
- 2004 – Anders Bodegård
- 2005 – Yvonne Hirdman(inne języki)
- 2006 – Anders Piltz(inne języki)
- 2007 – Harry Järv
- 2008 – Ingvar Björkeson(inne języki)
- 2009 – Bengt Emil Johnson(inne języki)
- 2010 – Jan Stolpe(inne języki)
- 2011 – Aris Fioretos(inne języki)
- 2012 – Agneta Pleijel
- 2013 – Maciej Zaremba
- 2014 – Matti Klinge
- 2015 – Cecilia Lindqvist
- 2016 – Eva Österberg(inne języki)
- 2017 – Johan Svedjedal(inne języki)
- 2018 – Ulf Peter Hallberg(inne języki)
- 2019 – Fredric Bedoire(inne języki)[2]
- 2020 – Gunnar Broberg(inne języki)[3]
- 2021 – Suzanne Osten[4]
- 2022 – Anders Cullhed(inne języki)[5]